# Magyar díjak, kitüntetések listája
Ebben a listában a Magyarországon jelenleg vagy korábban adományozott, állami vagy magánjellegű díjak, kitüntetések listája található, név szerint rendezve.
A magyarországi ösztöndíjakról a magyar ösztöndíjak listája tájékoztat.
| Ábécé szerinti tartalomjegyzék                                                                           |
| --- |
| A, Á B C Cs D Dz Dzs E, É F G Gy H I, Í J K L Ly M N Ny O, Ó Ö, Ő P Q R S Sz T Ty U, Ú Ü, Ű V W X Y Z Zs |

## A, Á
- Aase-díj
- Abkarovits Jenő-díj
- Ábel Jenő-emlékérem
- Ábrahám Ambrus-emlékérem
- Ács József-díj
- Ádám Edit-díj
- Ady-díj
- Ady-emlékérem
- Ady-jutalom
- AEGON művészeti díj
- Agárdy-emléklánc
- Ajtay Andor-emlékdíj
- Akadémiai Aranyérem
- Akadémiai Díj
- Akadémiai Nagydíj
- Akadémiai Újságírói Díj az MTA adja tudományos újságíróknak
- Akócsi Ágnes-díj (1997- Magyar Bölcsődék Egyesülete a bölcsődei területen dolgozóknak életműdíjként)[1]
- Alapítvány a Pénzügyi Kultúra Fejlesztéséért
- Alexander Béla-emlékérem
- Alexits György-díj
- Alföld-díj
- Állami Díj
- Állami Ifjúsági Díj
- Alpár-díj (1911-1914)
- Alpár Ignác-díj (1958-1998-ig Alpár Ignác-emlékérem volt a neve, építészeknek az ÉTE-től)
- Alternatív Kossuth-díj
- ALUTA-nívódíj
- Andersen-díj
- Andrássy Gyula-díj
- Ángyán Béla-emlékérem
- Antal Géza-díj
- Antall József-emlékérem
- Apáczai Csere János-díj
- Apáczai-díj
- Apáthy István-emlékérem
- Apor Vilmos-emlékérem
- Áprily-díj
- Aranyalma díj (Animus Kiadó)
- Aranyalma díj (Erdélyi Riport)
- Aranyalma díj (Fejér Megyei Hírlap)[2]
- Arany Antenna díj
- Arany Ceruza díj
- Arany János-díj
- Arany János-díj a Tudományos Kutatásért
- Arany János-jutalom
- Arany János-nagydíj
- Arany János pedagógiai díj
- Arany Katedra emlékplakett
- Arany Medál díj
- Arany Meteor díj
- Arany Mikrofon díj
- Arany Olló díj
- Arany Oroszlán díj
- Arany Páfrány díj
- Arany Penna díj
- Arany Pillangó díj
- Arany Rajzszög díj
- Arany Sándor-emlékérem
- Arany Vapiti
- Arany Zsiráf díj (Fonogram – Magyar Zenei Díj)
- Aranyhíd díj
- Aranyszarvas díj
- Aranyszitár díj
- Aranytoll
- Árkövy-emlékérem
- Árpád-pajzs
- Artisjus-díj
- Artisjus irodalmi díj
- Artisjus irodalmi nagydíj
- Artisjus zenei díj
- Árvai Jolán-díj
- Aschner Lipót-díj
- Aszú díj
- Augustin Béla-emlékérem
- Aujeszky-emlékérem

## B
- B. Nagy László-díj
- Babics Antal-díj
- Babits-emlékplakett
- Babits Mihály-díj
- Balajthy Andor-vándorgyűrű
- Balassa-emlékérem
- Balassa János-emlékérem(wd) (1906-1943 és 1960-tól orvosoknak)
- Balassa Péter-díj
- Balassi Bálint-emlékkard
- Balatonért díj
- Balázs Béla-díj
- Balázs Dénes-érem
- Balázs Mór-díj
- Balázsy Ágnes-díj (2015-től, Pulszky Társaság restaurátoroknak)
- Báldy Bálint-emlékjelvény
- Bálint György-díj
- Bálint Lajos-vándorgyűrű
- Balló Rudolf-díj
- Baló József-emlékérem
- Balogh Károly-emlékérem
- Balogh Rudolf-díj
- Bánffy Miklós-díj
- Bánházi Gyula-emlékérem
- Bánki Donát-emlékérem
- Barankovics István-emlékérem(wd)
- Bárány Nándor-díj
- Baráth Irén-emlékérem
- Bárczi Géza-díj
- Bárczi Géza-emlékérem
- Bárczi Gusztáv-emlékérem
- Barcsay-díj
- Barkóczy-díj
- Barna Gábor-emlékérem (2004-2011-ig urbanisztikai elismerés a MUT-tól)
- Baross Gábor-díj
- Baross László-emlékérem
- Bársony Rózsi-emlékgyűrű
- Bartók Béla-emlékdíj
- Bartók Béla-emlékérem
- Bartók Béla–Pásztory Ditta-díj
- Bartucz Lajos-emlékplakett
- Barczi Zsóka-emlékdíj(wd) a SZT Eötvös Loránd Kollégiuma díja
- Baskay Tóth Bertalan-emlékérem
- Bátky Zsigmond-díj
- Batsányi-díj
- Batthyány Lajos-díj
- Batthyány-Strattmann László-díj
- Baumgarten-díj
- Bay Béla-díj
- Bay Zoltán-díj, esetenként Bay Zoltán-emlékérem,
- Bazsalikom-díj
- Bedő Albert-díj
- Beke Manó-emlékdíj
- Békésy-díj
- Bél Mátyás-emlékplakett
- Belák-emlékérem
- Bella István-díj
- Benamy Sándor-díj
- Bencze Miklós-emlékplakett
- Benedikt Ottó-emlékdíj
- Bereczki Máté-emlékérem
- Berényi Dénes-díj
- Béres Ferenc-emlékplakett
- Bernátsky Jenő-díj
- Bertalan Lajos-sajtódíj
- Bertha Bulcsu-emlékdíj
- Berzsenyi Dániel-díj
- Berzsenyi Zoltán-díj
- Bessenyei György-díj
- Bessenyei György-emlékplakett
- Beszédes József-díj
- Bethlen Gábor-díj
- Bezerédj-díj
- Bezerédj-díj (NAV)
- Bezerédj István-díj
- Bibliotéka emlékérem
- Bibó István-díj
- Bibó István-emlékplakett
- Bilicsi-díj
- Blaskovics Imre-emlékérem
- Bláthy-díj a Magyar Elektronikai Egyesület díja
- Blattner Géza-díj
- Boczonádi Szabó Imre-díj
- Bocskai István-díj
- Bodrogvári Ferenc-díj
- Bogdánfy Ödön-emlékérem
- Bókay János-emlékérem
- Bolyai-emlékdíj
- Bolyai János alkotói díj
- Bolyai Farkas-díj
- Bolyai János alkotói díj (1997-)
- Bolyai János nemzetközi matematikai díj
- Boromissza Tibor-emlékérem
- Boros Ádám-díj
- Borsos Miklós-emlékplakett
- Bossányi Katalin-díj
- Bölöni-díj
- Bölöni György-emlékérem
- Brassai Sámuel-díj
- Brenner György-díj
- Bródy Imre-díj
- Bródy Sándor-díj
- Bruckner Győző-díj
- Brunszvik Teréz-díj
- Brusznyai Árpád-díj
- Bubik István-díj
- Budai-díj
- Budapest-nagydíj
- Budapestért díj
- Budapestért érdemérem
- Buday Dezső-díj
- Budó Ágoston-díj
- Bugár-Mészáros Károly-emlékérem
- Bugát Pál-emlékérem
- Bugyi István-emlékérem
- Burg Ete-emlékplakett
- Buzágh Aladár-díj

## C
- Caissa lovagja kitüntetés
- Cédrus-díj[3]
- Cházár András-emlékérem
- Chernel István-emlékérem
- Civitas Fidelissima díj
- Clusius-emlékérem
- Comenius-emlékérem
- Concordia-díj
- Copernicus-érem
- Corodini-emlékgyűrű
- Corvin-koszorú
- Magyar Corvin-lánc
- Corvinus-díj
- Czárán Gyula-emlékérem
- Cziffra György-díj
- Czigler Győző-díj
- Czine Mihály-díj

## Cs
- Csáki Frigyes-emlékérem
- Csalog Zsolt-díj
- A Csángó Kultúráért díj
- Csány László-díj
- Csatkai-díj
- Csengery Antal-díj (Budapest Főváros Önkormányzata 1991-től)
- Csenki Imre néptanító díj
- Cserés Miklós-díj
- Cseresnyés-emlékérem
- Cserhát-nívódíj
- Cserháti István-díj
- Cserháti Sándor-emlékérem
- Csernus Ákos-díj
- Csete Balázs-díj
- Csik Ferenc-díj
- Csillag Albert-díj
- Csizmadia Andor-díj
- Csohány Kálmán-díj
- Csók István-érem
- Csokonai Vitéz Mihály-díj
- Csonka Pál-emlékérem
- Csontos János-emlékérem
- Csontváry-díj
- Csuka Zoltán-díj
- Csűrös Zoltán-díj
- Csűry Bálint-díj
- Csűry Bálint-emlékérem

## D
- Dabis László-emlékérem
- Dalmady-emlékérem
- Dalnoki Jenő-díj
- Dankó Pista-díj
- Darányi Ignác-díj
- Darvas József-díj
- Darvas József-emlékplakett
- Dávid Lajos-emlékérem
- Deák Dénes-díj
- Deák Ferenc-díj
- Debreceni László-emlékérem
- Debreczeni Pál-díj (1992-től Szegedért Alapítvány Kuratóriumi Díja, 2007-től D. P.-díj, szegedieknek)
- Dégen Árpád-emlékplakett
- Délvidéki Emlékérem
- Demény Pál-emlékérem(wd)
- Dercsényi Dezső-sajtódíj(wd)
- Déri János-díj
- Déri Miksa-díj
- Derkovits-díj
- Derkovits-emlékérem
- Derkovits-nagydíj
- Déry Tibor-díj (korábban Déry Tibor-jutalom)
- Déryné-díj
- Déryné-gyűrű
- Design Management Díj
- Detre László-díj
- Díszpolgár
  - Budapest díszpolgára
  - Debrecen díszpolgára(wd)
  - Erzsébetváros díszpolgára
  - Gyula város díszpolgára
  - Hódmezővásárhely díszpolgára(wd)
  - Kaposvár díszpolgára(wd)
  - Miskolc díszpolgára
  - Pécs díszpolgára
  - Sopron város díszpolgára(wd)
  - Szeged díszpolgára(wd)
  - Szentes díszpolgára(wd)
- Divald Károly-emlékplakett
- Dobó István-emlékérem
- Dobó László-díj
- Dobszay-emlékplakett
- Doby Géza-díj
- Dohnányi Ernő-díj
- Doktor Sándor-emlékérem
- Dollinger Gyula-díj
- Domanovszky Endre-díj
- Domján Edit-díj
- Don Quijote-díj
- Dózsa Farkas András-díj
- Dömötör-díj
- Durst János-díj

## E, É
- Egerszegi Sándor díj
- Egon Előd-díj
- Egressy Béni-emlékérem
- Egry-díj
- Egyed István-díj
- Egyed László-emlékérem(wd) a Magyar Geofizikusok Egyesülete díja
- Éhen Gyula-díj
- Eiben István-díj
- Elek Ilona-emlékérem(wd) (2006 óta, az egyetemi sport támogatóinak a MEFS-től)
- Elektrotechnikai Nagydíj
- Életet az éveknek díj
- Életfa díj
- Életműdíj (2003 óta a Magyar Sportújságírók Szövetsége adja)
- Élüzem
- Éltes Mátyás-díj
- Ember Győző-díj
- Emberi Hang díj
- EMeRTon-díj
- Entz Ferenc-emlékérem
- Entz Géza-díj
- Eötvös-emlékplakett
- Eötvös József-díj
- Eötvös József-koszorú
- Eötvös Károly-díj
- Eötvös Loránd-díj
- Eötvös Loránd Fizikai Társulat Érme
- Építőipar Kiváló Dolgozója
- Erdei Etelka-díj
- Erdei Ferenc-díj (szociológiai)
- Erdei Ferenc-emlékérem (agrár)[4]
- Erdélyi Emlékérem
- Erdélyi János-díj
- Erdélyi Mihály-emlékérem
- Érdemes művész
- Erdey László-díj
- Erdős Pál-díj
- Ericsson-díj
- Erkel Ferenc-díj
- Erkel Ferenc-emlékérem
- Ernst Jenő-díj
- Ernyey József-emlékérem
- Erzsébet-díj
- Escher Károly-díj
- Esélyegyenlőségért díj
- Esterházy János-díj
- Esterházy Miksa-díj
- Eszterházy Károly-emlékérem(wd) (kb. 1993-tól, az Eszterházy Károly Katolikus Egyetem - korábban főiskola - díja)
- Európa-érem
- Az Év Bortermelője díj
- Az Év Fiatal Könyvtárosa díj
- Az Év Fiatal Menedzsere díj
- Az Év Főépítésze díj
- Év Gyermekkönyve díj
- Az év internetes kereskedője
- Az Év Ismeretterjesztő Tudósa díj
- Az Év Kórháza díj
- Év Könyve díj
- Az év magyar sportolója
- Az Év Települése díj
- Az Év Üzletembere díj
- Az Év Vendéglőse díj
- Ezüst Ácsceruza díj
- Ezüst Mókus díj
- Ezüst Rózsa díj
- Ezüst Szög díj
- Ezüst Toll díj (Ifjúsági és Sportminisztérium 2002-)
- Ezüst Vapiti
- Ezüstgerely díj magyar díj a sport témakörében létrehozott képzőművészeti alkotások díjazására

## F
- Fábry Zoltán-díj
- Faludi Ferenc Alkotói Díj
- Farkas Gyula-díj
- Farkas Károly-emlékérem
- Farkas–Ratkó-díj
- Fasching Antal-díj
- Fáy András-díj
- Fazola Henrik-díj
- Fehér Dániel-emlékérem
- Fehér Klára irodalmi díj
- Fehér Rózsa-díj
- Fejtő Ferenc-díj
- Fekete Zoltán-díj
- Feleki László-díj
- Felvidéki Emlékérem
- Fényes Elek-díj(wd) magyar állami kitüntetés statisztikai tevékenységért (korábbi nevén: Fényes Elek-emlékérem)
- Fényes Imre-emlékplakett
- Fényes Szabolcs-díj
- Fenyő Miksa-toleranciadíj
- Fenyvessy Béla-emlékérem
- Ferdinandy Gejza-díj
- Ferenc József-rend
- Ferenczi György-emlékdíj
- Ferenczy-díj (művészeti)
- Ferenczy Béni-díj
- Ferenczy Erzsébet-díj
- Ferenczy Noémi-díj
- Ferenczy Pál-díj
- Ferencsik János-díj
- Finkey Ferenc-díj
- Fitz József-könyvdíj
- Fleischmann Rudolf-díj
- Flesch Ármin-díj
- Flór Ferenc-díj
- Fodor József-díj
- Fodor József-emlékérem
- Fodor József-emléklap
- Fodor Lajos-díj
- Fokos Dávid-díj
- Fonó Albert-díj
- Fonó Renée-emlékérem
- Fonogram – Magyar Zenei Díj
- Forgács Pál-díj
- Forintos Díj (Hieronymus-díj)
- Fornet Béla-emlékérem
- Forster Gyula-díj
- Foto-Art díj
- Földes Andor-emlékérem
- Földes Ferenc-díj
- Földes Pál-díj
- Földi László-díj
- Földi Zoltán-díj
- Főnix díj
- Főváros szolgálatáért díj
- Fraknói Vilmos-díj
- Frivaldszky Imre-emlékérem
- Fülep Lajos-díj
- Fülöp Ferenc-díj (néptáncosoknak)
- Füst Milán-díj
- Füzéki István-emlékérem

## G
- Gábor Andor-díj
- Gábor Dénes-díj
- Gábor György-díj
- Gábor György-emlékérem
- Gábor Miklós-díj
- Gádor István-díj
- Gáll István-díj
- Ganz Ábrahám-díj
- Garay Ákos-emlékérem
- Gárdonyi Albert-emlékérem
- Gáyer Gyula-emlékplakett
- Amfiteátrum díj
- Gedeon Tihamér-díj
- Gefferth Károly-emlékérem
- Gelei József-emlékérem
- Genersich-díj
- Georgicon-emlékérem
- Gérecz Attila-díj
- Gerencsér Sebestyén-emlékdíj
- Gerendás Mihály-emlékérem
- Gerevich Aladár-díj
- Gerlóczy Zsigmond-emlékérem
- Ghyczy Ignác-díj
- Ghyczy Kálmán-díj
- Gillemot László-emlékérem
- Gizella-díj
- Glatz Oszkár-díj
- Gobbi Hilda-díj
- Goldschmidt Dénes-díj
- Gombás Pál-díj
- Gombócz Zoltán-díj
- Gombocz Zoltán-emlékérem
- Gorka Géza-díj
- Gorka Sándor-díj
- Gothard-díj
- Gothárd Jenő-díj
- Gottsegen György-emlékérem
- Gőbölyös Soma-díj
- Gömöri Pál-emlékérem
- Göncz Árpád-díj
- Görgényi Oszkár-emlékérem
- Görög Jenő-díj
- Graefe-díj
- Gránátalma-díj
- Grastyán-díj
- Robert Graves-díj (vagy Graves-díj 1970-kb. 1994 Robert Graves alapította magyar költők elismerésére)
- Greguss Ágost-díj
- Greguss Pál-emlékérem
- Greguss Zoltán-díj
- Greve-díj
- Gróh Gyula-díj
- Grúber Béla-díj
- Grünwald Géza-díj
- Grünwald Géza-emlékérem
- Gunda Béla-díj
- Gulyás Antal-emlékérem
- Gundel művészeti díj

## Gy
- Gyáros László-díj
- Gyertyánffy István-emlékérem
- Gyimesi Sándor-díj
- Gyimesi Zoltán-díj
- Győrffy István-emlékérem
- György Júlia-emlékérem
- Györgyi Géza-díj
- Győri Könyvszalon alkotói díj
- Győry Dezső-jutalom
- Győry István-emlékérem
- Gyulai Pál-díj
- Gyulai Zoltán-díj
- Gyurós Tibor-díj

## H
- Hadik András-díj
- Hadik András Szablya
- Hagelmayer István-díj
- A Hajléktalan Emberért díj
- Hajnik Pál-díj
- Hajós Károly-emlékérem
- Halász Géza-emlékérem
- Halhatatlanok Társulata
- Hamvas-fürt borművészeti díj
- Hanák Péter-díj
- Hankó Béla-emlékérem
- Hantken Miksa-emlékérem
- Harangozó Gyula-díj
- Hargitay Gyula-díj
- Hári Pál-emlékérem
- Harsányi István-díj(wd) a menedzsment témakörben készített diplomatervek, disszertációk elismerésére
- Harsányi Zsolt-díj
- Háttér-díj
- Hatvani-díj
- Hauser Arnold-emlékérem
- Havasi István-díj
- Haynal Imre-emlékérem
- Hazám-díj
- Házi Jenő-díj
- Hefele Menyhért-díj
- Hegedűs András-díj
- Hegedűs Gyula-emlékgyűrű
- Hégető Honorka-díj
- Hegyfoki Kabos-emlékérem
- Heim Pál-emlékérem
- Hekuba-díj
- Heller Farkas-díj
- Heltai Gáspár-díj
- Henri Dunant-emlékérem
- Henszlmann Imre-díj
- Hepp Ferenc-díj
- Herczeg Ferenc-díj kormányzati irodalmi díj 2018 óta
- Herceg János-díj
- Herczeg Klára-díj
- Herczegfalvy–Szereday-díj
- Herder-díj
- Herman Lipót-díj
- Herman Ottó-díj
- Herman Ottó-érem
- Hetényi Géza-emlékérem
- Hettyei János-díj
- Hetzel Henrik-emlékplakett
- Hevesi Endre-díj
- Hevesi Gyula-díj
- Hevesi Gyula-emlékérem
- Hevesi Sándor-díj
- Hevesy György-díj
- Hidas Antal-díj
- Híd-díj
- Hieronymus-díj
- Hild János-díj
- Hille Alfréd-díj
- Hilscher Rezső-díj
- Hincz Gyula-díj
- Hintz György-emlékérem
- A Hírközlésért érdemérem
- Hirschler Ignác-emlékérem
- Hit Pajzsa-díj
- Hodinka Antal-díj
- Hollán Ernő-díj
- Holló László-díj
- Hollós István-díj
- Holub József-díj
- Honthy Hanna-díj
- Hopp Lajos-díj
- Horizont-díj
- Horn Artúr-díj
- Hortobágyi Károly-díj
- Horváth Árpád-díj
- Horváth Endre-díj
- Horváth Géza-emlékérem
- Horváth Mihály-díj
- Hőgyes Endre-díj
- Hugonnai Vilma-emlékérem(wd) (a SE díja kutatónőknek)
- Hungaroton-díj
- Hunyadi János-díj
- Dr. Hunyadi Károly ifjúsági emlékérem
- Húszéves a Köztársaság díj
- Huszka Jenő-díj
- Hutter Ottó-díj
- Hutÿra Ferenc-emlékérem
- Huzella Tivadar-díj
- Huzella Tivadar-emlékérem

## I, Í
- Idősbarát Önkormányzat díj
- Iglódi István-emlékgyűrű
- Ikvai Nándor-díj
- Illés Endre-díj
- Illyés Géza-emlékérem
- Illyés Gyula-díj
- Imre Sándor-díj
- Imre Zoltán-díj
- Az Információs Társadalomért szakmai érem
- Incze Gyula-emlékérem
- Ipolyi Arnold Érem
- Issekutz-díj
- Istvánffy Benedek-díj
- Ius Humana díj
- Ivánka Csaba-díj
- Izsó Miklós-díj

## J
- Jáhn Ferenc-díj
- Jákó Vera-díj
- Jáky-díj
- Jáky-emlékérem
- Jancsó Miklós-emlékérem
- Janikovszky Éva-díj
- Jankó János-díj
- Jankovich Nándor-emlékérem
- Jánossy Lajos-díj
- Janus Pannonius művészeti díj
- Jászai Mari-díj
- Jászai Mari-gyűrű
- Jávorka Sándor-díj
- Jedlik Ányos-díj
- Jendrassik Loránd-emlékérem
- Jendrassik Ernő-díj
- Jobbágy Károly-díj
- Jó Ember díj
- Johan Béla Érem
- Jókai-díj (Révkomárom)
- Jó munkáért cserkészkitüntetés
- Joó Ferenc-díj
- Joseph Pulitzer-emlékdíj
- Jósika Miklós-díj
- József Attila-díj
- József Attila-emlékérem
- József Attila-emlékgyűrű
- József Attila-emlékplakett
- Juhász Andor-díj
- Juhász Frigyes-díj
- Juhász Géza-díj
- Juhász Gyula-díj
- Juhász Gyula-emlékplakett
- Juhász-Nagy Pál-emlékérem
- Julesz Miklós-emlékérem
- Junior Prima díj
- Jurisich Érem
- Justh Zsigmond-díj
- Justitia Regnorum Fundamentum díj
- Juventus-díj[5][6]

## K
- Kaán Károly-díj
- Kabay János-emlékérem
- Kabos Gyula-díj
- Kada Elek-díj
- Kadić Ottokár-érem
- Kaesz Gyula-díj
- Kajtár Márton-emlékérem
- Kakuk Tibor-díj
- Káldor Miklós-díj
- Kállai Ernő-díj
- Kállai Ferenc-életműdíj
- Kálmán Imre-díj
- Kalmár László-díj
- Kandó Kálmán-díj
- Kanyó Zoltán-díj
- Káplár Miklós-emlékérem
- Kapoli-díj
- Kaposi Mór-emlékérem
- Karácsony Sándor-díj
- Karádi Károly-díj
- Kardos Lajos-emlékérem
- Kardos László-emlékérem
- Karinthy-gyűrű
- Kármán József-díj
- Kármán Tódor-díj
- Kármán Tódor-plakett
- Károli Gáspár-díj
- Károlyi István-emlékérem
- Károlyi Mihály-emlékérem
- Kassák Lajos-díj
- Kassay Dezső-díj
- Kassay Dezső-emlékplakett
- Kaszás Attila-díj
- Kátai Gábor-emlékérem
- Katona József-díj
- Katona Zsigmond-emlékérem
- Katonai Mária Terézia-rend
- Kazay Endre-emlékérem
- Kazinczy-díj
- Kazinczy-emlékérem
- Kelemen László-díj
- Keleti Károly-emlékplakett
- Kemény Ferenc-díj
- Kemény Zsigmond-díj
- Kempelen Farkas-díj
- Kende János-emlékérem
- Kerényi Grácia-díj
- Kerényi Jenő-díj
- Keresztúry Dezső-díj
- Kerezsi Endre-díj
- Kerkai-díj
- Kerpely Antal-emlékérem
- Kesztyűs Loránd-emlékérem
- Kéthly Anna-emlékérem
- Kettesy Aladár-díj
- Keve András-díj
- Kézdy György-díj(wd) (2015(?)-től Az Élet Menete Alapítvány díja)
- Kígyós Sándor-díj
- Király István-díj
- Király Zsiga-díj
- Kis Jankó Bori-díj
- Kisebbségekért díj
- Kisfaludy Pál-emlékplakett
- Kisfaludy-díj
- Kiss Áron-díj
- Kiss Árpád-díj
- Kiss Árpád-emlékérem
- Kiss Ernő-díj
- Kiss Gyula-díj
- Kiss Lajos-díj
- KISZ-díj
- Kitaibel Pál-emlékplakett
- Kiváló Együttes
- Kiváló Gyógyszerész
- Kiváló Munkáért díj
- Kiváló művész
- Kiváló Népművelő
- Kiváló Orvos
- Kiváló Pedagógus
- Klaniczay-díj
- Klauzál Gábor-díj(wd) (1991-től a kereskedelem és fogyasztóvédelem terén elért eredményekért a minisztertől)
- Klebelsberg-díj
- Knézy Jenő-díj
- Koch-emlékérem
- Kocsár László-emlékérem
- Kocsis Pál-emlékplakett
- Kodály Zoltán-díj
- Kodály Zoltán-emlékérem
- Kohán György-emlékérem
- Kolos Richárd-díj
- Komlós Aladár-díj
- Komlós János-emlékgyűrű
- Komor Vilmos-emlékplakett
- Komor-gyűrű
- Koncz Márton-díj
- Kondor Béla-díj
- Kondor Béla-emlékérem
- Konecsni-díj
- Konkoly Thege-emlékérem
- Konkoly-Thege Sándor-díj
- Koós Aurél-emlékérem
- Korányi Frigyes-emlékérem
- Korányi Sándor-díj
- Korányi Sándor-emlékérem
- Koritsánszky Ottó-emlékérem
- Kormos István-díj
- Kormos László-díj
- Kornay Mariann művészeti díj
- Kortárs-díj
- A Korunk Bolyai-díja
- Kós Károly-díj
- Kosinsky Viktor-emlékérem
- Kossuth Lajos-emlékérem
- Kossuth-díj
- Kossuth-érdemrend
- Kosutány Tamás-emlékérem
- Koszta József-érem
- Kosztolányi Dezső-díj
- Kosztolányi-plakett
- Kotsis Iván-érem
- Kovács Pál-díj
- Kovács Tamás-díj
- Kovács Vilmos-díj
- Kovácsi László-médiadíj
- Kováts Ferenc-emlékérem
- Kozma László-emlékérem
- Kozma Sándor-díj
- Kölcsey-díj
- Kölcsey-emlékérem
- Kölcsey Ferenc millenniumi díj
- Körmendy László-díj
- Körmöczy-díj
- Környezetünkért díj
- Kőrösi Csoma-emlékérem
- Kőrösi Csoma-díj
- Köves János-díj
- Köz Szolgálatáért díj
- A Közlekedésért érdemérem
- A Köztársaság Elnökének Érdemérme
- Krekó Béla-díj
- Kresz Géza-emlékérem
- Kreybig Lajos-díj
- Kriszt Lajos-díj
- Kriza Ágnes-emlékplakett
- Krompecher-emlékérem
- Krúdy-emlékérem
- Krúdy Gyula-díj
- Krusper István-emlékérem
- Kubányi Endre-díj
- Kubinyi András-díj
- Kulin György-emlékérem
- Kulin László-emlékérem
- Kulka Frigyes-díj
- Kuun Géza-díj
- Kuzsinszky Bálint-emlékérem
- Kvassay Jenő-díj
- Kvassay Jenő-emléklap

## L
- Lábán Rudolf-díj
- Laborcz Ferenc-díj
- Lackner Kristóf-emlékérem
- Ladányi Dániel-díj
- Lajtha László-díj (1995–) alapító a Lajtha László Alapítvány és a Magyar Rádió, zeneművészeknek[7]
- Lajtha László-emlékérem
- Lámfalussy Sándor-díj
- Lampl Hugó-díj
- Lánchíd-díj
- László Anna-díj
- Lászlóffy Waldemár-díj
- Latinovits Zoltán-díj
- Látó-nívódíj
- Lavotta János-díj
- Lázár Deák-emlékérem
- Lechner Lajos-emlékérem
- Lechner Ödön-díj
- Lehel György-díj
- Lehr Ferenc-díj
- Lénárd Sándor-díj
- Paul Lendvai-díj
- Lengyel Gyula-emlékérem
- Lengyel József-díj
- Lengyel Lajos-díj (papíripar, nyomdaipar, 1980-tól. 1960-1980-ig: Szakmai Kultúráért Emlékérem)[8]
- Lenhossék-díj
- Lévay József-díj
- Ligeti Erika-díj
- Linhart György-emlékérem
- Liska-díj
- Lissák Kálmán-emlékérem
- Liszt Ferenc-díj
- Literatúra-díj
- Lóczy Lajos Érem
- Lónyay-emlékérem
- Lónyay Menyhért Plakett
- Lóránd László-díj
- Lotz-emlékérem
- Lőrincz Csaba-díj
- Lőrincz Ferenc-emlékérem
- Lőrincz György-díj
- Lőrincze Lajos-díj az Anyanyelvápolók Szövetsége által adományozott díj
- Löw Lipót-díj
- Lugosi Armand-díj
- Lukács Gy.-emlékérem
- Lukács György-díj
- Lumniczer Sándor-díj

## M
- M. S. mester díj
- Madách-emlékérem
- Madách Imre-díj
- Madzsar József-emlékérem
- Madzsar József-díj
- Magyar Arany Érdemkereszt
- Magyar Bronz Érdemkereszt
- Magyar Európa-díj
- Magyar Ezüst Érdemkereszt
- Magyar Érdemrend
- A Magyar Érdemrend középkeresztje
- A Magyar Érdemrend középkeresztje a csillaggal
- A Magyar Érdemrend lovagkeresztje
- A Magyar Érdemrend nagykeresztje
- A Magyar Érdemrend nagykeresztje a nyaklánccal és az arany sugaras csillaggal
- A Magyar Érdemrend tisztikeresztje
- Magyar Felsőoktatásért emlékplakett
- Magyar Gazdaságért díj
- Magyar Gyógyszerkutatásért díj(wd)
- Magyar Gyula-díj
- Magyar Imre-emlékérem
- Magyar Informatikáért
- Magyar Innovációs Nagydíj
- Magyar Irodalmi Díj
- Magyar Jazz Díj
- Magyar Jótékonysági Díj
- Magyar Klasszikus Díj
- Magyar Királyi Szent István-rend
- Magyar Könyvtárosok Egyesülete emlékérme
- Magyar Köztársaság Aranykoszorúval díszített Csillagrendje
- Magyarország Babérkoszorúja díj
- Magyarország Kiváló Művésze díj
- Magyarország Érdemes Művésze díj
  - köztársasági érdemkeresztek:
- Magyar Köztársasági Arany Érdemkereszt
- Magyar Köztársasági Ezüst Érdemkereszt
- Magyar Köztársasági Bronz Érdemkereszt
  - köztársasági érdemrendek:
- Magyar Érdemrend
- A Magyar Köztársasági Érdemrend kiskeresztje
- A Magyar Köztársasági Érdemrend középkeresztje
- A Magyar Köztársasági Érdemrend középkeresztje a csillaggal
- A Magyar Köztársasági Érdemrend lovagkeresztje
- A Magyar Köztársasági Érdemrend nagykeresztje
- Magyar Köztársasági Érdemrend nagykeresztje a lánccal
- A Magyar Köztársasági Érdemrend tisztikeresztje
- A Magyar Kultúra Lovagja
- Magyar Lajos-díj
- Magyar Mozgókép Mestere
- Magyar Műemlékvédelemért díj
- Magyar Művészetért díj
- Magyar Művészeti Alapítvány díja
- A Magyar Népköztársaság Állami Díja (Állami-díj)
- A Magyar Népköztársaság Hőse
- A Magyar Népköztársaság űrhajósa
- A Magyar Népköztársaság Zászlórendje
- Magyar Nyomdászatért díj
- Magyar Örökség díj
- A Magyar Polgári Repülésért érdemérem
- A Magyar Prosperitásért érdemérem
- Magyar Sportújságírók Szövetsége tagjainak életműdíja lásd: Életműdíj
- Magyar Szabadság Érdemrend
- Magyar Szabadságért díj
- Magyar Toleranciadíj
- A Magyar Űrkutatásért érdemérem
- Magyar Vitézségi Érem
- Magyari Erzsébet-díj
- Magyari Zoltán-emlékérem
- Magyari Zoltán-díj
- Magyarok Európáért díj
- Magyarság Hírnevéért díj
- Magyarságért díj
- Magyary-Kossa-emlékplakett
- Major János-díj
- Major Ottó-díj
- Makarenko-emlékérem
- Makkai Sándor-díj
- Makó Lajos-díj
- Maléter Pál-emlékérem
- Mándy Iván-díj
- Manninger-emlékérem
- Márai Sándor-emlékérem
- Márai Sándor-díj
- Márciusi Ifjak-díj
- Marek József-emlékérem
- Margó-díj (irodalom)[9]
- Margó-díj (természettudomány)
- Máriás Antal-emlékérem
- Máriáss József-díj
- Márk Tivadar-emlékplakett
- Markhot-emlékérem
- Markusovszky-emlékplakett
- Markusovszky-díj
- Maróczy Géza-díj
- Marót Károly-díj
- Maróthi György-díj
- Marschalkó-emlékérem
- Martin György-díj
- Martinkó András-díj
- Márton Áron-emlékérem
- Marton Frigyes-emlékdíj
- Martyn Ferenc-díj
- Martyn Klára-díj
- Máthé Erzsi-díj
- Mathiász János-díj
- Mathiász János-emlékplakett
- Matolay Elek-emlékérem
- Mátyus István-emlékérem
- Mayer Ottmár-díj
- Mécs László-plakett
- Medgyessy Ferenc-díj
- Mednyánszky László-díj
- Melis György-díj
- Mensáros László-díj
- Menyhárd István-díj
- Mérei Ferenc publikációs díj
- Mester Endre-emlékérem
- Mestertanár
- MÉSZ Aranyérem
- Mészáros Lázár-díj
- Mészöly Miklós-díj
- Mezei Éva-díj
- Mező Ferenc-emlékérem
- Mező Ferenc-emlékgyűrű
- Mihailich-díj
- Mihályfi Ernő-díj
- Mikes Kelemen-díj
- Mikó Imre-díj
- Mikola Sándor-díj
- Mikovinyi Sámuel-érem
- Mikszáth-emlékérem
- Mikszáth Kálmán-díj
- Mindszenty József-emlékérem
- Miskolci Múzsa díj
- MOB-médiadíj (1992-től, a MOB elismerése médiadolgozóknak életmű, oklevél, nívódíj és különdíj formában)
- Mocsáry Lajos-díj(wd) (1996-tól határon túliaknak)
- Mócsy János-emlékérem
- Mohácsy Mátyás-emlékérem
- Mohácsy Mátyás-díj
- Moholy-Nagy-díj
- Mokri Sámuel-díj
- Molnár Béla-díj
- Molnár C. Pál-díj
- Molnár Dániel-díj
- Molnár Erik-emlékérem
- Molnár Farkas-díj
- Molnár János-díj
- Molnár Péter-díj
- MOL Mester-M Díj (2007-től, ezen belül 2014-ig MOL Tehetséggondozásért Díj volt a neve)[10]
- Monoki István-díj
- Móra Ferenc-emlékérem (1972–1990) muzeológusoknak
- Móra Ferenc-díj (1991-től ) muzeológusoknak
- Móricz Zsigmond-emlékplakett
- Móricz Zsigmond-díj
- Móricz Zsigmond-gyűrű
- MOTESZ-díj
- Mozsonyi Sándor-emlékérem
- Möller István-emlékérem
- MSÚSZ tagjainak életműdíja lásd: Életműdíj
- MTESZ-emlékérem
- MTESZ-díj
- Munkácsi Bernát-díj
- Munkácsy Márton-díj
- Munkácsy Mihály-emlékérem
- Munkácsy Mihály-díj
- Munkás-paraszt Hatalomért emlékérem
- Musica Omnium-díj
- Műemlékvédelemért emlékplakett
- Művelődés Szolgálatáért díj
- Művészeti Alap díja

## N
- Nadányi Zoltán-emlékérem
- Nádasdy Kálmán-díj
- Nagy Ernő-emlékérem
- Nagy Ernő-díj
- Nagy György-plakett
- Nagy Imre-emlékplakett
- Nagy Imre-érdemrend
- Nagy Imre-díj
- Nagy Lajos-emlékérem
- Nagy Lajos-díj
- Nagy Sándor-díj
- Nagy Tibor Gyula-díj
- Nagyapáti Kukac Péter-díj
- Nagygyörgy Sándor-díj
- Nagykunságért díj
- Nagyváthy János-díj
- Náray Szabó István-díj
- Neményi Lili-díj
- Nemes Marcell-díj
- Nemes Nagy Ágnes-díj
- Németh András-emlékérem
- Németh Gyula-díj
- Németh Lajos-díj
- Németh László-emlékérem
- Németh László-díj
- A Nemzet Művésze
- A Nemzet Sportolója
- A Nemzet Sportvárosa
- A Nemzet Színésze
- Nemzeti Minőségi Díj
- Nemzetiségi Díj
- Nemzetőr Érdemkereszt
- Népművelésért díj
- Népművészet Ifjú Mestere cím
- Népművészet Ifjú Mestere díj
- Népművészet Mestere díj
- Népszabadság-díj
- Neufeld Anna-díj
- Neumann János-érdemérem
- Nimród Centenáriumi Emlékérem
- Nimród Vadászérem
- Noszkay-emlékérem
- Novák József-díj
- Novobátzky Károly-díj

## Ny
- Nyáry Pál-díj
- Nyíri Tamás-díj
- Nyírő Gyula-díj
- Nyírő József-díj
- Nyisztor György-emlékérem
- Nyisztor Sándor-díj

## O, Ó
- Obersovszky-emlékplakett
- Observer-díj
- Oláh Gusztáv-emlékplakett
- Oláh György-díj
- Olimpiai Érdemérem
- Oltványi-díj (irodalmi)
- Omoréka-díj
- Opus-díj
- Ordass Lajos-díj
- Ormos Imre-emlékérem
- Orovecz Béla-emlékérem
- Oroszlánköröm díj
- Országh László-díj (1997- magyar anglisztikai díj)
- Orth György-díj
- Ortutay Gyula-emlékérem
- Ortutay Gyula-díj
- Osvát Ernő-díj
- Osváth Júlia-díj
- Osztrovszki György-emlékérem
- Óvári-emlékérem

## Ö, Ő
- Ördögh Szilveszter-díj
- Örley-díj
- Örösi-díj
- Ötvös László-díj
- Öveges József-díj
- Őze Lajos-díj

## P
- Paál Árpád-díj
- Paál István-díj
- Pacséri Imre-díj
- Páger Antal-színészdíj
- Pais Dezső-emlékérem
- Pajtás Ernő-emlékérem
- Palládium díj
- Pálos Károly-díj
- Palotás László-díj
- Palóczi Antal-díj (2006-2013-ig, területrendező építészeknek)
- Pállya Celesztin-díj
- Pándy Kálmán-emlékérem
- Pannónia-díj
- Pápai Páriz Ferenc-emlékérem
- Papp Ferenc-érem
- Papolczy Ferenc-emlékérem
- Párhuzamos Kultúráért díj
- Pasteiner-emlékérem
- Pásztor Béla-díj
- Páter Károly-emlékérem
- Pattantyús Ábrahám Géza-díj
- Pátzay Pál-emlékérem
- Paul Gisevius-emlékplakett
- Paul Tissandier-diploma
- Paulay Ede-díj
- Pauler Gyula-díj
- Pável Ágoston-díj
- Pázmány Péter-díj
- Péceli Béla-emlékérem
- Péch Antal-emlékérem
- Péch József-emléklap
- Péchy Blanka-díj
- Péczely Attila-díj
- Pedagógus Szolgálati Emlékérem
- Pege Aladár-emlékdíj
- Peja Győző-emlékgyűrű
- Pekár Imre-díj
- Pekár Mihály-emlékérem
- PEN Emlékérem
- Pepita-díj
- Perczel Manó-díj
- Perényi Kálmán-díj
- Perliczi János-emlékérem
- Petényi Géza-díj
- Petényi Salamon János-emlékérem
- Péterfi István-díj
- Péterfi Vilmos-díj
- Péterfy Sándor-díj
- Pethő Sándor-díj
- Pethő Tibor-emlékérem
- Petőfi Sándor Sajtószabadság-díj
- Petőfi-díj
- Petri Gábor-emlékérem
- Petrik Lajos-díj
- Petz Aladár-emlékérem
- Petzval-díj
- Petzval József-emlékérem
- Pfeifer Ignác-díj
- Pilinszky-emlékérem
- Pilinszky-díj
- Podmaniczky-díj
- Polányi Károly-díj
- Polányi Mihály-díj
- Pollack Mihály-emlékplakett
- Pollák-Virág-díj
- Pólya Jenő-emlékérem
- Poór Lili-díj
- Popovics Sándor-díj
- Porpáczy Aladár-emlékplakett
- Posonyi Ignác-díj
- Prágai Tamás-díj
- Preisich Gábor-díj
- Preisich Miklós-díj
- Prima Primissima díj
- Prima Verba-díj
- Prinz Gyula-díj
- Pro Agria díj(wd) (Eger városától szakmai vagy életműdíjként)
- Pro Agria gazdasági szakmai díj (Heves Megyei Kereskedelmi és Iparkamara)
- Pro Alföld díj
- Pro Aqua emlékérem
- Pro Architectura díj
- Pro Arte Vitraria díj
- Pro Arte díj
- Pro Caritate díj(wd) állami kitüntetés szociális területen végzett kimagasló tevékenységért
- Pro Caritate emlékérem
- Pro Comedia díj
- Pro Cultura Hungarica díj
- Pro Cultura Orbis
- Pro Ecclesiae Hungariae
- Pro Europa
- Pro Familiis emlékérem
- Pro Futuro díj
- Pro Geographica emlékérem
- Pro Geologia Applicata emlékérem
- Pro Humanitate
- Pro Humanitate et Libertate
- Pro Inventore díj
- Pro Literatura díj
- Pro Meritis
- Pro Meteorologia emlékplakett
- Pro Minoritatum díj
- Pro Natura díj
- Pro Natura emlékérem
- Pro Natura emlékplakett
- Pro Paluster díj
- Pro Piscicultura Hungariae
- Pro Re Rustica Promovenda emlékérem
- Pro Regio díj
- Pro Renovanda Cultura Hungariae
- Pro Sanitate díj
- Pro Sanitate érem
- Pro Scientia aranyérem
- Pro Silentio díj
- Pro Silva Hungariae
- Pro Silvicultura Arte Lignaria et Geodesia
- Pro Turismo díj
- Pro Urbe Budapest díj
- Pro Urbe Miskolc
- Prometheus-díj
- Prónay Gábor-emlékérem
- Prónay Sándor-díj
- PUKK-díj
- Joseph Pulitzer-emlékdíj
- Pulszky Ferenc-díj
- Pulszky Károly-díj
- Puskás Károly-díj
- Puskás Tivadar-díj

## R
- Rácz Sándor-emlékplakett
- Räde Károly-emlékérem
- Radnay Gyula-díj
- Radnóti-díj
- Radnóti Miklós antirasszista díj
- Radó-díj
- Rados Jenő-emlékérem
- Radványi Géza-díj
- Rajka Ödön-emlékérem
- Rajz János-díj
- Rajz János-gyűrű
- Ránki György-díj
- Ranschburg Pál-emlékérem
- Raoul Wallenberg-díj(wd) (Wallenberg-díj néven is) a Raoul Wallenberg Egyesület díja 2009 óta
- Ratkó József-díj
- Ratkóczy Nándor-emlékplakett
- Rátz Tanár Úr-életműdíj
- Rédey-emlékplakett
- Reissmann-díj
- Reitter Ferenc-díj (Belváros-Lipótváros önkormányzata)
- Reitter Ferenc-díj (Víz az Élet Alapítvány)
- Reitter Ferenc-díj (Budapest Főváros Tanácsa)
- Reitter János-díj
- Reizner János-érem
- Reményi Samu-emlékérem
- Rendületlenül-díj
- Renner János-emlékérem
- Rényi Alfréd-díj
- Rényi Kató-emlékdíj
- Requinyi János-emlékérem
- Res Artis díj
- Respekt-díj
- Réthy László Érem
- Réti Piroska-díj
- Révai Miklós-emlékérem
- Révai Miklós-díj
- Révay Ferenc Frigyes-díj
- Révay József-díj
- Ribáry Géza-emlékérem
- Richter Gedeon-emlékérem
- Rippl-Rónai-díj
- Ripszám Henrik-emlékérem
- Robert Graves-díj → Graves-díj
- Roboz Imre-díj
- Roboz Károly-díj
- Roisz Vilmos-díj
- Róka Gedeon-emlékérem
- Rómer Flóris-emlékérem
- Romhányi György-emlékérem
- Róna Borbála-emlékérem
- Róna Zsigmond-díj
- Rónay György-díj
- Rotary irodalmi díj
- Rózsa Anna-díj
- Rózsa Ferenc-díj
- Rökk Szilárd-jutalom
- Rudas László-díj
- Ruttkai Éva-emlékdíj

## S
- Sajó Elemér-emléklap/emlékérem
- Salkaházi Sára-díj
- Salvatore Quasimodo-díj
- Samu Géza-díj
- Sályi Gyula-díj
- Sánta Kutya díj
- Sántha Kálmán-emlékérem
- Sárkány Lovagrend
- Sava Babić műfordítói díj (Balatonfüred)
- Schafarzik Ferenc-emlékérem
- Schaffer Károly-emlékérem
- Schay Géza-díj
- Scheiber Sándor-díj
- Schenzl Guidó-díj
- Schiffer Pál-emlékdíj
- Schmid Rezső-díj
- Schnitta Sámuel-díj
- Schola Benedicti-díja
- Schönvisner István-emlékérem
- Schöpf Mérei Ágost-emlékérem
- Schulek Elemér-emlékérem
- Schulhof Vilmos-emlékérem
- Schweitzer Miklós-díj
- Sebestyén Ádám-díj
- Sebestyén Gyula-emlékérem
- Segner-díj
- Selényi Pál-díj
- Selye János-emlékérem
- Selmeczi Roland Tálentum díj(wd) (magyar szinkronszakmai díj)
- Semmelweis-emlékérem
- Semmelweis-díj
- Semsey Andor-emlékérem
- Senior Auctor Díj
- Sigmond Elek-emlékérem
- Sigmond Elek-díj
- Signum Laudis
- Sík Ferenc-díj (Sík Ferenc-emlékgyűrű)
- Sík Sándor-díj
- Simándy József-emlékplakett
- Simek Zsófia-emlékérem
- Simó Sándor-díj
- Simon Miklós-díj
- Simonyi Károly-díj
- Simor Pál-díj
- Simsay Ildikó-díj
- Sinkó Ervin-díj
- Sipos Márton-díj
- Smohay-díj
- Solt Ottília-díj
- Soltz Vilmos-díj
- Sólyom Jenő-díj
- Somogyi Imre-emlékplakett
- Soós Aladár-emlékérem[11]
- Soós Imre-díj
- Soós József-emlékérem
- Sopronyi Thurner Mihály-nagydíj
- Soros-díj
- Sós József-díj
- Sőtér Kálmán-emlékérem
- Stein Aurél-díj
- Steindl Imre-díj
- Steiner Lajos-emlékérem
- Stephanus-díj
- Stiller Bertalan-díj
- Story Ötcsillag-díj
- Straub F. Brunó-emlékplakett
- Straub János-díj
- Stromfeld Aurél-díj
- Sudlik Mária-emlékdíj[5][6]
- Supka Géza-emlékérem
- Surányi János-emlékplakett
- Súgó Csiga díj
- Süpek Ottó-díj

## Sz
- Szabad Sajtó-díj
- Szabadság Hőse emlékérem
- Szabó Ervin-emlékérem (könyvtárosok, levéltárosok 1972-1991)
- Szabó Gábor-díj (Magyar Jazz Szövetség 1992-)
- Szabó Gusztáv-emlékérem
- Szabó Gusztáv-díj
- Szabó György-díj
- Szabó Ignác-díj
- Szabó Imre-díj
- Szabó József-emlékérem
- Szabó Lőrinc irodalmi díj
- Szabó Magda–Szobotka Tibor-emlékdíj
- Szabó Pál-emlékérem
- Szabó Zoltán-emlékdíj
- Szabolcsi Bence-díj
- Szabon József-díj
- Szabványosításért emlékérem
- Szacsvay Imre-díj
- Szádeczky Kardoss Elemér-díj
- Szafer-emlékérem
- Szakály Ferenc-emlékérem
- Szakszervezetek művészeti-kulturális díja (MSZOSZ)
- Szalai Pál-díj
- Szalay Lajos-díj
- Szalay László-emlékérem
- Szalay Sándor-díj
- Szarvas Gábor-emlékplakett
- Szarvas Gábor-díj
- Szebellédy László-emlékérem
- Széchenyi-emlékérem
- Széchenyi Érdemérem
- Széchényi Ferenc-emlékérem
- Széchényi Ferenc-díj
- Széchenyi István Lovas Emlékérem
- Széchenyi-díj
- Széchenyi-diploma
- Széchenyi-emlékdíj
- Széchenyi-nagydíj
- Széchenyi-plakett
- Széchy Károly-díj
- Szécsi Pál-díj
- Szeged Sportjáért díj
- Szeged Sportolója díj
- Szegváry Károly-díj
- Székely Aladár-díj
- Székely Bertalan-érem
- Székely Bertalan-díj
- Székely Mihály-emlékplakett
- Szekfű-díj
- Szele Tibor-emlékérem
- Szelényi Gusztáv-emlékérem
- Szemere Bertalan-emlékérem
- Szenczi Molnár Albert-díj
- Szendei Ádám-emlékérem
- Szendrey-Karper László-díj
- Szendrő József-díj (Pécsi Nemzeti Színház) (1991-)
- Szendrő József-díj (Pesti Magyar Színház) (2004-)
- Szenes Hanna-díj
- Szent Adalbert-érem
- Szent Borbála-emlékérem
- Szent Eligius-díj
- Szent Erzsébet Rózsája díj
- Szent Gellért-díj
- Szent György-díj
- Szent Imre-díj
- Szent István-díj
- Szent László-díj
- Szent Márton-díj
- Szentágothai János-díj
- Szenteleky Kornél-díj
- Szent-Györgyi Albert-emlékdíj
- Szent-Györgyi Albert-díj
- Szent-Györgyi Albert Orvosi Díj
- Szentgyörgyi István-díj (EMKE)
- Szentgyörgyi István-díj (Budapesti Székely Kör)
- Szentkirályi Zsigmond-emlékérem
- Szép Ernő-jutalom
- Szepes Mária-díj
- Szépíró-díj
- Szép Magyar Térkép Díj
- Szigethy Attila-emlékérem
- Szikla Géza-díj
- Szili Géza-díj
- Szily Kálmán-emlékérem
- Szinnyei József-díj
- Szinnyei Júlia-emlékdíj
- Szirmai Albert-díj
- Szirmai Endre-díj
- Szirmai Károly-díj
- Sziveri János-díj
- Szobotka Tibor-díj
- Szocialista Hazáért Érdemrend
- A szocialista kultúráért
- Szocialista Munka Hőse
- Szontágh Ferenc-emlékérem
- Szontágh Pál-díj
- SZOT-díj
- Szőke Béla-emlékérem
- Szőkefalvi-Nagy Béla Érem
- Szörényi Imre-díj
- Szőts Ernő-díj
- Szűcs Jenő-díj

## T
- Talentum Díj
- Tamási Áron-díj
- Tanárky Sándor-díj
- Táncsics Mihály-díj
- Tangl Ferenc-emlékérem
- Tankó Béla-díj
- Tarján Rezső-díj
- Tarján Róbert-díj
- Tarnai Andor-díj
- Tatabánya Kultúrájáért díj
- Tátrai Vilmos-emlékgyűrű
- Teichmann-díj
- Tekintet-díj
- Teleki Blanka-díj
- Teleki Pál-érdemérem (Bethlen Gábor Alapítvány)
- Teleki Pál-érdemérem (Magyar Cserkész Csapatok Szövetsége)
- Teleki Sámuel Érem
- Tériné Horváth Margit-díj
- Terstyánszky Ödön-díj
- Tessedik Sámuel-díj
- Tessedik Sámuel-plakett
- Than Károly-emlékérem
- Thirring Gusztáv-érem
- Tinódi-lant
- Tokody László-emlékérem
- Tokody László-díj
- Toldi Miklós-díj
- Toldy-emlékérem
- Toldy Ferenc-díj
- Toldi-vándordíj
- Toleranciadíj (Autonómia Alapítvány)
- Toleranciadíj (Debreceni Zsidó Hitközség)
- Tolnay Sándor-emlékérem
- Tornyai-plakett
- Tótfalusi Kis Miklós-díj
- Tóth Ágoston-emlékplakett
- Tóth György-emlékérem
- Tóth Menyhért-díj
- Tőkés László-díj
- Tőkés Sándor-díj
- Tömörkény-díj
- Török Béla-emlékérem
- Török Eszter-emlékérem
- Török Gábor-emlékérem
- Török Tibor-emlékérem
- Trefort Ágoston-emléklap
- Trefort Ágoston-díj
- Treitz Péter-emlékérem
- Tsuszó Sándor-díj
- Turi Sándor-díj
- Tuzson János-díj
- Tüke-díj
- Tűzkereszt

## U, Ú
- Udvarhelyi Kendoff Károly-emlékérem
- Új Múzsa-díj
- Újhelyi Imre-emlékérem
- Dr. Ujvárosi Miklós-emlékérem
- Urai László-emlékérem

## Ü, Ű
- Üstökös-díj

## V
- Váci Mihály-díj
- Vadas Jenő-emlékérem
- Vágó Nelly-emlékérem[5][6]
- Vályi Nagy Tibor-emlékérem
- Vámbéry Rusztem-díj
- Vámos László-díj
- Vándor Ferenc-emlékérem
- Vándor Pufi-díj
- Vándorplakett
- Váradi-Sternberg János-díj
- Varga József-érem
- Várhegyi György-díj
- Várkonyi Hildebrand Dezső-emlékérem
- Várkonyi Zoltán-díj
- Varsányi Irén-emlékgyűrű
- Vas István-díj
- Vas Károly-díj
- Vásárhelyi Boldizsár-díj
- Vásárhelyi Pál-emléklap/Emlékérem
- Vásárhelyi Pál-díj
- Vass Imre-érem
- Vaszary János-díj
- Vaszy Viktor-díj
- Vaszy Viktor-emlékérem
- Vécsey Elvira-díj
- Vedres István-emlékérem
- Végh Sándor-díj
- Velinszky László-díj
- Vendl Mária-emlékérem
- Venesz József-díj
- Verebély-díj
- Veres János-emlékérem
- Veress Sándor-díj
- Veritas-díj
- Vermes Miklós-díj
- Vig Mónika-díj
- Vikár Béla-emlékérem
- Viktor-díj
- Vilmon Gyula-díj
- Vilmos-díj
- Vinkler László-díj
- Virág Benedek-díj
- Virág F. Éva-díj
- Viski László-díj
- Vitális István-díj
- Vitális Sándor szakirodalmi nívódíj
- Vojnits-jutalom (1908–?), színpadi daraboknak (névadó: özv. Vojnits Tivadarné)
- VOXCar-díj
- Vörösmarty Mihály-díj

## W
- Wahlner Aladár-emlékérem
- Wahrmann Mór-érem
- Waltner Károly-emlékérem
- Wartha Vince-díj
- Wass Albert-díj
- Wéber Antal-díj (Pest Megyei Építészkamara, 2015-től)
- Weil Emil-emlékérem
- Wein János-emléklap
- Weiner Leó-díj
- Wellmann Oszkár-emlékérem
- Went István-emlékérem
- Weöres Sándor-díj (Nyílt Társadalom Alapítvány)
- Weöres Sándor-díj (Szombathely)
- Wessely László-díj
- Westsik Vilmos-emlékérem
- Weszprémi-díj
- Weszprémi István-emlékérem
- Wigner Jenő-díj
- Winkler Lajos-emlékérem
- Wlassics Gyula-díj
- Wlassics Zoltán-díj
- Wolf Emil-díj
- Wolfram Ervin-díj
- Wosinsky Mór-emlékérem

## X
- Xantus János-díj

## Y
- Ybl Miklós-díj

## Z
- Zádor Anna-díj
- Zala Érem
- Zárday Imre-díj
- Zechmeister Károly-díj
- Zelk Zoltán-díj
- Zemplén Géza-díj
- Zemplén Jolán-emlékérem
- Zerinváry Szilárd-emlékérem
- Zichy Jenő-díj
- Zielinski Szilárd-díj
- Zilahi-díj
- Zilahy György-díj
- Zipernowsky-díj
- Zoltán Attila-díj
- Zoltánfi István-díj
- Zólyomi Bálint-díj
- Zorkóczy Béla-emlékérem
- Zorkóczy Samu-emlékérem
- Zöld Ág díj
- Zöld Toll díj
- Zrínyi Miklós-emlékérem
- Zrínyi Miklós-díj
- Zrínyi-gyűrű

## Zs
- Zsáki József-díj
- Zsáki Károly-díj
- Zsámboki János-emlékérem
- Zsigmondy Vilmos-emlékérem
- Zsoldos Péter-díj